# Itzamary González
Itzamary González Cuéllar, född 14 november 2003, är en mexikansk konstsimmare. 

## Karriär
Vid panamerikanska spelen för juniorer 2021 i Cali tog González tre guldmedaljer.
Vid VM 2023 i Fukuoka tog González silver tillsammans med Diego Villalobos i det fria programmet för mixade par, vilket var Mexikos första VM-medalj genom tiderna i konstsim. Vid panamerikanska spelen 2023 i Santiago var hon en del av Mexikos lag som tog guld i lagtävlingen. Vid centralamerikanska och karibiska spelen 2023 i San Salvador tog González två guld och tre silver.
Vid olympiska sommarspelen 2024 i Paris var González en del av Mexikos lag som slutade på sjunde plats i lagtävlingen.